# 十和田南駅
十和田南駅（とわだみなみえき）は、秋田県鹿角市十和田錦木（にしきぎ）浜田にある東日本旅客鉄道（JR東日本）花輪線の駅である。

## 歴史
- 1920年（大正9年）7月4日：秋田鉄道の毛馬内駅（けまないえき）として鹿角郡錦木村に開業[2]。
- 1934年（昭和9年）6月1日：秋田鉄道の国有化により、鉄道省（1949年〈昭和24年〉から日本国有鉄道）に移管[2]。
- 1935年（昭和10年）
  - 7月：駅舎改築貴賓室を備える[3]、6日に祝賀会を挙行[4]。
  - 8月1日：省営自動車十和田線（和井内・毛馬内間）が営業を開始[5]。
- 1936年（昭和11年）5月27日：構内立売の営業を開始[6]。
- 1957年（昭和32年）6月1日：十和田南駅に改称[2]。
- 1982年（昭和57年）11月15日：貨物の取り扱いを廃止[2]。
- 1985年（昭和60年）3月14日：荷物の扱いを廃止[2]。
- 1987年（昭和62年）4月1日：国鉄分割民営化に伴い、東日本旅客鉄道の駅となる[2]。
- 1999年（平成11年）12月4日：CTC化に伴い、運転扱いを廃止[7]。十和田南駅長が廃止され、鹿角花輪駅長管理下の業務委託駅となる[7]。
- 2008年（平成20年）：キヨスクが閉店（併設の立ち食いそば屋「MEN KIOSK」も閉店した）。
- 2019年（令和元年）9月3日：自動券売機によるきっぷ発売を終了。
- 2024年（令和6年）
  - 3月31日：みどりの窓口の営業を終了[1]。
  - 4月1日：終日無人化[1]。
  - 10月1日：えきねっとQチケのサービスを開始[8][9]。

## 駅構造
島式ホーム1面2線の列車交換可能な地上駅である。スイッチバック構造の駅で、運転方向切り替えのための停車時間を要する。このような構造になっているのは、当駅から小坂への路線計画があった名残である。
盛岡統括センター（盛岡駅）管理の無人駅である。無人化される前は、業務委託駅（JR東日本東北総合サービス受託）で、みどりの窓口が設置されていた。
かつては十和田湖観光の玄関口として急行列車も停車したほどの賑わいがあり、2003年（平成15年）3月までは十和田湖方面への路線バスも多数発着していた。そのため、駅近くの渋谷弁当部製造の「錦木おこわ」などの駅弁も販売されていたが、2003年（平成15年）10月末限りで販売を終了した。

### のりば
| 番線 | 路線    | 方向 | 行先               |
| ---- | ------- | ---- | ------------------ |
| 1    | ■花輪線 | 上り | 湯瀬温泉・盛岡方面 |
| 2    | ■花輪線 | 下り | 大滝温泉・大館方面 |

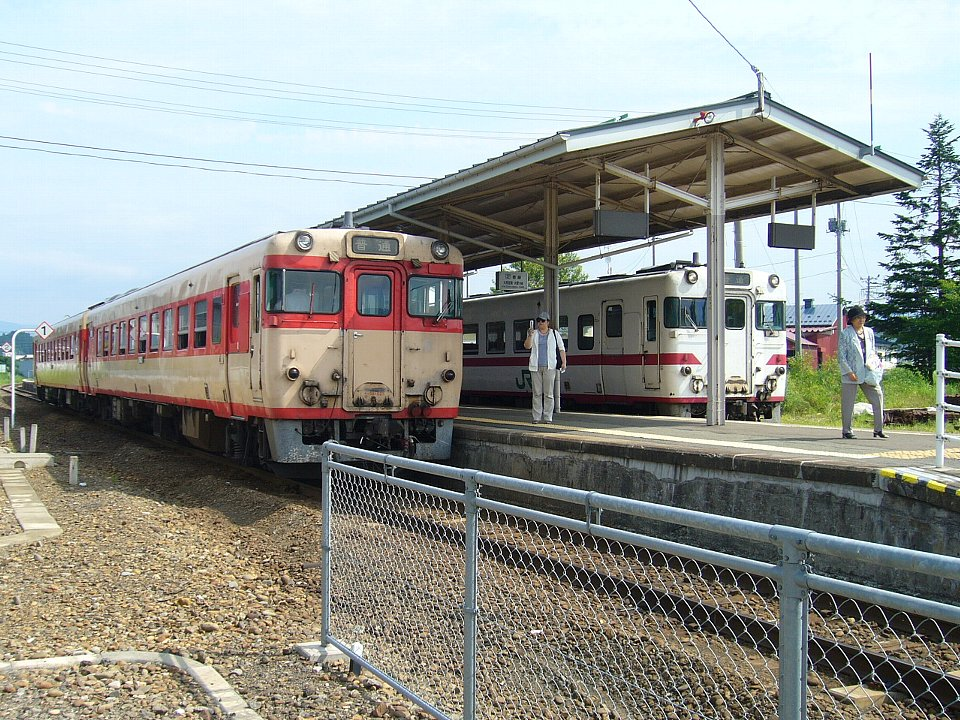
1番線（手前）が好摩・盛岡方面、2番線が大館方面
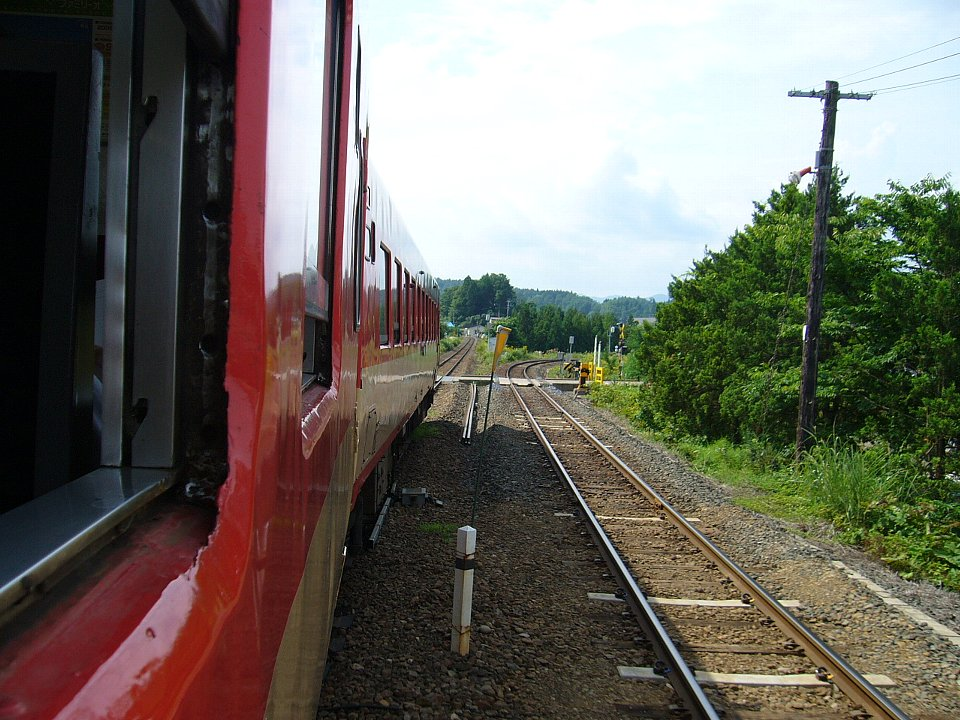
駅南方での分岐 左手（列車の向かう方向）が好摩・盛岡方面、右手が大館方面

## 利用状況
JR東日本によると、2000年度（平成12年度）- 2022年度（令和4年度）の1日平均乗車人員の推移は以下のとおりであった。
| 1日平均乗車人員推移 | 1日平均乗車人員推移 | 1日平均乗車人員推移 | 1日平均乗車人員推移 | 1日平均乗車人員推移 |
| 年度                | 定期外              | 定期                | 合計                | 出典                |
| ------------------- | ------------------- | ------------------- | ------------------- | ------------------- |
| 2000年（平成12年）  |                     |                     | 312                 | [ 利用客数 1 ]      |
| 2001年（平成13年）  |                     |                     | 283                 | [ 利用客数 2 ]      |
| 2002年（平成14年）  |                     |                     | 270                 | [ 利用客数 3 ]      |
| 2003年（平成15年）  |                     |                     | 272                 | [ 利用客数 4 ]      |
| 2004年（平成16年）  |                     |                     | 260                 | [ 利用客数 5 ]      |
| 2005年（平成17年）  |                     |                     | 238                 | [ 利用客数 6 ]      |
| 2006年（平成18年）  |                     |                     | 232                 | [ 利用客数 7 ]      |
| 2007年（平成19年）  |                     |                     | 245                 | [ 利用客数 8 ]      |
| 2008年（平成20年）  |                     |                     | 246                 | [ 利用客数 9 ]      |
| 2009年（平成21年）  |                     |                     | 234                 | [ 利用客数 10 ]     |
| 2010年（平成22年）  |                     |                     | 226                 | [ 利用客数 11 ]     |
| 2011年（平成23年）  |                     |                     | 214                 | [ 利用客数 12 ]     |
| 2012年（平成24年）  | 41                  | 156                 | 197                 | [ 利用客数 13 ]     |
| 2013年（平成25年）  | 34                  | 151                 | 185                 | [ 利用客数 14 ]     |
| 2014年（平成26年）  | 32                  | 142                 | 174                 | [ 利用客数 15 ]     |
| 2015年（平成27年）  | 31                  | 152                 | 183                 | [ 利用客数 16 ]     |
| 2016年（平成28年）  | 30                  | 149                 | 180                 | [ 利用客数 17 ]     |
| 2017年（平成29年）  | 28                  | 146                 | 175                 | [ 利用客数 18 ]     |
| 2018年（平成30年）  | 25                  | 137                 | 162                 | [ 利用客数 19 ]     |
| 2019年（令和元年）  | 21                  | 124                 | 146                 | [ 利用客数 20 ]     |
| 2020年（令和02年）  | 13                  | 124                 | 138                 | [ 利用客数 21 ]     |
| 2021年（令和03年）  | 13                  | 116                 | 129                 | [ 利用客数 22 ]     |
| 2022年（令和04年）  | 5                   | 115                 | 120                 | [ 利用客数 23 ]     |

## 駅周辺
- 国道103号（末広バイパス）
- 国道282号（錦木バイパス）
- 東北自動車道 十和田インターチェンジ
- 鹿角市役所十和田支所
- 毛馬内郵便局
- 秋田銀行毛馬内支店・大湯支店
- 秋田県信用組合毛馬内支店

## バス路線

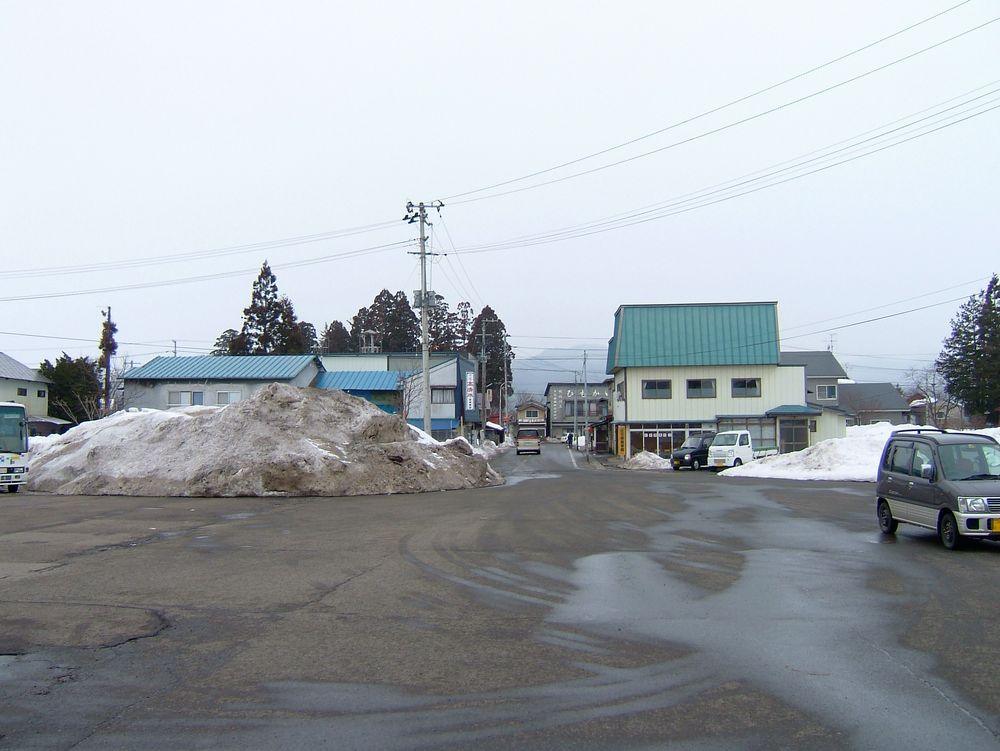
駅前

「十和田南駅前」停留所にて、以下の路線バスが発着する。
- 秋北バス
  - 毛馬内町・小坂町方面。
  - 厚生病院前・鹿角花輪駅前・花輪営業所方面。
- 十和田タクシー
  - 大湯温泉・中滝方面
  - 厚生病院前・鹿角花輪駅前方面

かつては駅前にジェイアールバス東北十和田南営業所があり、十和田湖へ向かう十和田南線が運行されていたが、2003年（平成15年）に廃止された。

## 隣の駅
東日本旅客鉄道（JR東日本）
■花輪線
柴平駅 - 十和田南駅 - 末広駅

### 記事本文
1. 1 2 3 4 5 6 7 8  「駅の情報（十和田南駅）：JR東日本」東日本旅客鉄道。2024年1月29日時点のオリジナルよりアーカイブ。2024年1月29日閲覧。
2. 1 2 3 4 5 6 7  石野哲（編）『停車場変遷大事典 国鉄・JR編 Ⅱ』（初版）JTB、1998年10月1日、505頁。ISBN 978-4-533-02980-6。
3. ↑  『鹿角市史』第4巻、1996年、378頁。
4. ↑  読売新聞昭和10年7月9日秋田読売
5. ↑  「鉄道省告示第292号」『官報』1935年7月29日（国立国会図書館デジタルコレクション）
6. ↑  読売新聞昭和11年5月29日秋田読売
7. 1 2  「JR東日本 松尾八幡平駅、無人化へ 花輪線CTC化を計画」『岩手日報』岩手日報社、1999年9月11日、27面。
8. ↑  「駅の情報（十和田南駅）：JR東日本」東日本旅客鉄道。2024年8月29日時点のオリジナルよりアーカイブ。2024年9月2日閲覧。
9. ↑  「Suicaエリア外もチケットレスで! 東北エリアから「えきねっとQチケ」がはじまります (PDF)」（プレスリリース）、東日本旅客鉄道、2024年7月11日。2024年8月18日閲覧。
10. ↑  「JR東日本東北総合サービス株式会社が運営する単独受託駅一覧（2023年7月1日現在） (PDF)」東日本旅客鉄道。2024年1月29日時点のオリジナル (PDF)よりアーカイブ。2024年1月29日閲覧。
11. 1 2  「JR東日本：駅構内図・バリアフリー情報（十和田南駅）」東日本旅客鉄道。2024年1月29日閲覧。

### 利用状況
1. ↑  「JR東日本：各駅の乗車人員（2000年度）」東日本旅客鉄道。2025年7月23日閲覧。
2. ↑  「JR東日本：各駅の乗車人員（2001年度）」東日本旅客鉄道。2025年7月23日閲覧。
3. ↑  「JR東日本：各駅の乗車人員（2002年度）」東日本旅客鉄道。2025年7月23日閲覧。
4. ↑  「JR東日本：各駅の乗車人員（2003年度）」東日本旅客鉄道。2025年7月23日閲覧。
5. ↑  「JR東日本：各駅の乗車人員（2004年度）」東日本旅客鉄道。2025年7月23日閲覧。
6. ↑  「JR東日本：各駅の乗車人員（2005年度）」東日本旅客鉄道。2025年7月23日閲覧。
7. ↑  「JR東日本：各駅の乗車人員（2006年度）」東日本旅客鉄道。2025年7月23日閲覧。
8. ↑  「JR東日本：各駅の乗車人員（2007年度）」東日本旅客鉄道。2025年7月23日閲覧。
9. ↑  「JR東日本：各駅の乗車人員（2008年度）」東日本旅客鉄道。2025年7月23日閲覧。
10. ↑  「JR東日本：各駅の乗車人員（2009年度）」東日本旅客鉄道。2025年7月23日閲覧。
11. ↑  「JR東日本：各駅の乗車人員（2010年度）」東日本旅客鉄道。2025年7月23日閲覧。
12. ↑  「JR東日本：各駅の乗車人員（2011年度）」東日本旅客鉄道。2025年7月23日閲覧。
13. ↑  「JR東日本：各駅の乗車人員（2012年度）」東日本旅客鉄道。2025年7月23日閲覧。
14. ↑  「各駅の乗車人員 2013年度 ベスト100以外（8）：JR東日本」東日本旅客鉄道。2025年7月23日閲覧。
15. ↑  「各駅の乗車人員 2014年度 ベスト100以外（8）：JR東日本」東日本旅客鉄道。2025年7月23日閲覧。
16. ↑  「各駅の乗車人員 2015年度 ベスト100以外（8）：JR東日本」東日本旅客鉄道。2025年7月23日閲覧。
17. ↑  「各駅の乗車人員 2016年度 ベスト100以外（8）：JR東日本」東日本旅客鉄道。2025年7月23日閲覧。
18. ↑  「各駅の乗車人員 2017年度 ベスト100以外（8）：JR東日本」東日本旅客鉄道。2025年7月23日閲覧。
19. ↑  「各駅の乗車人員 2018年度 ベスト100以外（8）：JR東日本」東日本旅客鉄道。2025年7月23日閲覧。
20. ↑  「各駅の乗車人員 2019年度 ベスト100以外（8）：JR東日本」東日本旅客鉄道。2025年7月23日閲覧。
21. ↑  「各駅の乗車人員 2020年度 101位以下（8）| 企業サイト：JR東日本」東日本旅客鉄道。2025年7月23日閲覧。
22. ↑  「各駅の乗車人員 2021年度 101位以下（8）| 企業サイト：JR東日本」東日本旅客鉄道。2025年7月23日閲覧。
23. ↑  「各駅の乗車人員 2022年度 101位以下（8）| 企業サイト：JR東日本」東日本旅客鉄道。2025年7月23日閲覧。